# Sjevernomangyanski jezici
Sjevernomangyanski jezici (sjevernomindorski jezici), naziv za jednu od glavnih skupina filipinskih jezika koji se govore n sjeveru filipinskog otoka Mindoro, pa se nazivaju i sjevernomindorski.
Sastoji se od 3 jezika, to su: alangan [alj], 7.690 (2000); iraya [iry], 10.000 (1991 OMF); i tadyawan ili balaban (pula) [tdy], 4.150 (2000).

## Vanjske poveznice
- Ethnologue (14th)